# Olching
Olching – miasto w Niemczech, w kraju związkowym Bawaria, w rejencji Górna Bawaria, w regionie Monachium, w powiecie Fürstenfeldbruck. Leży około 5 km na północny wschód od Fürstenfeldbruck, nad rzeką Amper, przy autostradzie A8, drodze B471 i linii kolejowej Monachium – Augsburg. Do 18 czerwca 2011 gmina wiejska (Gemeinde).

## Demografia
Dane o ludności z 31 grudnia 2008:
| Opis                                | Ogółem | Ogółem | Kobiety | Kobiety | Mężczyźni | Mężczyźni |
| ----------------------------------- | ------ | ------ | ------- | ------- | --------- | --------- |
| Jednostka                           | osób   | %      | osób    | %       | osób      | %         |
| Populacja                           | 24 650 | 100    | 12 684  | 51,46   | 11 966    | 48,54     |
| Wiek przedprodukcyjny (0–17 lat)    | 4330   | 17,57  | 2145    | 8,7     | 2185      | 8,86      |
| Wiek produkcyjny (18–65 lat)        | 15 941 | 64,67  | 8081    | 32,78   | 7860      | 31,89     |
| Wiek poprodukcyjny (powyżej 65 lat) | 4379   | 17,76  | 2458    | 9,97    | 1921      | 7,79      |

## Polityka
Wójtem gminy jest Andreas Magg z SPD, wcześniej urząd ten obejmował Franz Huber, rada gminy składa się z 30 osób.
|      | CSU | SPD | Zieloni | FW | FWGEO | ödp/PF | Razem |
| 2008 | 12  | 7   | 3       | 6  | 1     | 1      | 30    |
| 2002 | 10  | 4   | 2       | 8  | 4     | 2      | 30    |